# 2020 au Québec
Cet article traite des événements survenus en 2020 au Québec. 

## Événements

### Janvier
- 9 janvier - L'ancienne ministre libérale Nathalie Normandeau invoque des délais déraisonnables pour demander l'arrêt des procédures contre elle. Arrêtée il y a quatre ans, elle était accusée de plusieurs fraudes, complots, corruption de fonctionnaires et abus de confiance[1].
- 16 janvier - La Cour suprême refuse d'entendre l'ancien collecteur de fonds du Parti libéral, Marc Bibeau. Celui-ci voulait que les motifs des deux mandats de l'Unité permanente anticorruption (UPAC) soient maintenus secrets. Ces mandats spécifiaient entre autres les raisons pour lesquelles l'UPAC voulait perquisitionner ses bureaux en 2016[2].
- 18 janvier - Paul St-Pierre Plamondon annonce qu'il se lance dans la course à la direction du Parti québécois[3].
- 26 janvier - L'historien Frédéric Bastien annonce qu'il se lancera dans la course à la chefferie du Parti québécois[4].
- 30 janvier - Le gouvernement Legault lance l'idée d'un troisième lien à Québec dont le tunnel sous le fleuve ne passerait plus par l'île d'Orléans mais relierait le centre-ville de Lévis à celui de Québec. Le maire Régis Labeaume est satisfait de ce nouveau projet[5].

### Février
- 4 février - La session parlementaire reprend avec, selon un sondage Léger, un taux de satisfaction encore élevé pour la Coalition avenir Québec dans la population. S'il y avait des élections, la CAQ obtiendrait 42 % du vote, le PLQ 23 %, le PQ 19 % et QS 11 %. Chez les francophones, la CAQ est à 51 %, le PQ à 22 %, QS à 13 % et le PLQ à 10 %. Le taux de satisfaction est à 60 %[6]
- 6 février - François Legault accuse le premier ministre canadien Justin Trudeau d'«insulter les Québécois» en acceptant que 125 000 $ d'un programme fédéral donnés à la commission scolaire English Montréal servent à financer la contestation judiciaire de la loi 21 sur la laïcité[7].
- 8 février - Le gouvernement Legault impose le bâillon pour faire adopter le projet de loi 40 abolissant les commissions scolaires francophones[8].
- 13 février - 
  - L'entreprise Bombardier se départ du programme A220 (ancien CSeries). Le gouvernement du Québec et Airbus en deviennent les seuls actionnaires[9].
  - L'humoriste Guy Nantel annonce qu'il se présente candidat à la chefferie du Parti québécois[10].
- 14 février - Insatisfaits de leurs honoraires et des négociations avec le gouvernement, 1 350 des 5 000 dentistes du Québec se désengagent de la Régie de l'assurance-maladie du Québec (RAMQ)[11].
- 17 février - La compagnie Bombardier vend sa division ferroviaire à l'entreprise française Alstom. La transaction est de 8,2 milliards de dollars[12].
- 18 février - François Legault demande au gouvernement fédéral de trouver une solution rapide au barrage des lignes ferroviaires par les autochtones. Il dit craindre pour l'économie du Québec et du Canada. Les Mohawks bloquent la voie ferrée à Candiac et les Micmacs bloquent celle de Listuguj depuis le 6 février. D'autres lignes sont bloquées à travers le Canada. Les autochtones s'opposent à un projet de construction de gazoduc en Colombie britannique[13].
- 19 février - Un carambolage causé par une rafale de neige  et une chaussée glissante sur l'autoroute René-Lévesque à La Prairie (Suroît) implique plus de 140 véhicules, causant la mort de deux personnes et des blessures à 29 passagers[14].
- 24 février - À la suite du démantèlement du barrage de Belleville en Ontario par la police provinciale, les Mohawks de Kanesatake bloquent la route 344 à Oka[15].
- 25 février - Une vingtaine de manifestants bloquent une voie ferrée à Lennoxville. Ils seront arrêtés quelques heures plus tard. Pendant ce temps, le Canadien Pacifique obtient une injonction de la Cour afin que soit démantelé le barrage de Kahnawake[16].
- 27 février - Un premier cas probable de Covid-19 est annoncé à Montréal. La personne infectée revient d'un voyage en Iran[17].

### Mars
- 5 mars - 
  - Un second cas de Covid-19 est décelé au Québec, à Mont-Laurier. Le patient revenait d'un séjour en Inde[18].
  - À la suite de l'entente de principe survenue le 1er mars entre le gouvernement fédéral et les autochtones de la Colombie britannique, les Mohawks de Kahnawake annoncent le démantèlement de leur barricade sur la voie ferrée. Leur campement, disent-ils, sera déplacé au pied du pont Mercier où un feu sera entretenu pour exprimer leur solidarité envers les Wet'suwet'en. Quelques heures plus tard, les Micmacs lèvent le barrage de Listuguj en Gaspésie[19].
  - La firme Berkshire Hathaway du financier Warren Buffett se retire du projet de construction du projet de terminal méthanier Énergie Saguenay[20].
- 9 mars - La ministre de la Santé, Danielle McCann, annonce l'ouverture de trois cliniques spécialisées dont le but principal sera de détecter les cas de Covid-19. Il y a maintenant quatre cas au Québec[21].
- 10 mars - Le budget 2020-2021 prévoit des dépenses de 110,3 milliards $ dont 46,6 milliards en santé, 27 milliards en éducation et 16,7 milliards en environnement et services sociaux. Le surplus prévu est de 2,7 milliards. Les dépenses augmentent de 5,1 % par rapport à 2019. En six ans, le gouvernement dépensera 6,7 milliards pour lutter contre les changements climatiques[22].
- 11 mars - Le PDG d'Hydro-Québec, Éric Martel, annonce qu'il quitte son poste après un mandat de 5 ans, pour prendre la direction de Bombardier[23].
- 12 mars - Il y a maintenant 13 cas de Covid-19 au Québec. Le gouvernement demande aux Québécois revenant de l'étranger de se placer volontairement en quarantaine afin de ralentir la propagation de la maladie. Il demande aussi d'annuler tous les événements réunissant plus de 250 personnes[24].
- 13 mars - Afin de lutter contre la Covid-19, le gouvernement du Québec décrète la fermeture de écoles, cégeps et universités pour une durée de deux semaines. Il y a maintenant 17 cas confirmés au Québec[25].
- 15 mars - François Legault annonce la fermeture jusqu'à nouvel avis des bars, des salles de cinéma, des bibliothèques, des discothèques, des piscines et des gymnases dans le plan de lutte contre la Covid-19. Il y a maintenant 35 cas au Québec[26].
- 17 mars - Québec annonce que l'Assemblée nationale sera fermée jusqu'au 21 avril. Il y a maintenant 63 cas confirmés de Covid-19 au Québec[27].
- 18 mars - Il y a maintenant 94 cas confirmés de Covid-19 au Québec dont 1 décès. Le gouvernement fédéral et le gouvernement américain s'entendent pour fermer la frontière Canada-USA aux voyageurs. Seules les marchandises pourront passer[28].
- 22 mars - Québec annonce la fermeture des centres commerciaux. Les écoles devront rester fermées jusqu'au 1er mai. Il y a maintenant 219 cas de Covid-19 au Québec[29].
- 23 mars - Québec annonce la fermeture de tous les commerces et de toutes les entreprises non essentielles jusqu'au 13 avril. Il y a maintenant 628 cas de Covid-19, 409 de plus qu'hier. C'est la plus grosse augmentation depuis le début de la crise[30].
- 27 mars - Le gouvernement fédéral annonce qu'il subventionnera 75 % du salaire des employés des PME obligées de fermer à cause de la Covid-19. Il y a maintenant 2 021 cas au Québec dont 971 à Montréal[31].
- 28 mars - Québec annonce le contrôle des allées et venues dans 8 régions éloignées de la province. Il y a maintenant 2 498 cas de Covid-19 et 22 décès[32].

### Avril
- 2 avril
  - Il y a maintenant 5 518 cas de Covid-19 au Québec. C'est 907 cas de plus qu'hier et la plus forte augmentation en 24 heures depuis le début de la crise. Il y a 2 642 cas à Montréal et 270 à Québec[33].
  - Sophie Brochu entre en poste à titre de présidente-directrice-générale d'Hydro-Québec. Elle est la première femme à accéder à cette fonction[34].
- 5 avril - François Legault annonce que les commerces et les entreprises non essentiels resteront fermés au moins jusqu'au 4 mai, le pic de la courbe de cas de Covid-19 n'étant pas encore atteint. Il y a maintenant 7 944 cas au Québec dont 94 morts. C'est 947 cas de plus qu'hier. Il y a 3 713 cas à Montréal et 345 à Québec[35].
- 7 avril - L'acteur Ghyslain Tremblay meurt, emporté par la Covid-19[36]. Sur Wikipédia, sa page sera la page la plus populaire du projet Québec pour le mois d'avril avec 92 211 vues, soit en moyenne 3 074 vues par jour.
- 9 avril - Le Festival d'été de Québec est annulé. Quelques jours auparavant, les Francos de Montréal et le Festival international de jazz de Montréal avaient également été annulés. Il y a maintenant 10 912 cas de Covid-19 au Québec dont 5 262 à Montréal et 412 à Québec[37].
- 13 avril - Le gouvernement annonce l'ouverture des garages et des magasins vendant des plantes et des fleurs pour le 15 avril. Il annonce également le retour au travail dans la construction domiciliaire à partir du 20 avril. Il y a 13 557 cas de Covid-19 au Québec, 6 393 à Montréal et 480 à Québec[38].
- 16 avril - Il y a maintenant 15 857 cas de Covid-19 au Québec. Le bilan fait également état de 630 morts. Selon le gouvernement Legault, le pic de la courbe doit toujours être atteint le 18 avril[39].
- 21 avril - Le Québec franchit le cap des 20 000 cas de Covid-19 avec 20 126. Le cap des 1 000 décès est dépassé avec 1 041[40].
- 27 avril - Québec annonce son plan de déconfinement des écoles. Les écoles primaires et les garderies ouvriront le 11 mai sauf celles de la grande région de Montréal qui n'ouvriront que le 19 mai. Les écoles secondaires, les cégeps et les universités devront attendre le mois de septembre[41].
- 28 avril - Québec fait connaître son plan de déconfinement de l'économie. Les chantiers de construction, les manufactures et les commerces ayant une porte extérieure pourront ouvrir le 4 mai dans les régions et le 11 mai dans la grande région de Montréal. Les centres commerciaux, les restaurants, les lieux de soin personnel (salon de coiffure, salon de massage, etc.), les salles de spectacle, les salles de cinéma et les différents lieux de rassemblement restent fermés[42].

### Mai
- 1er mai - Le salaire minimum augmente de 60 cents et passe à 13,10 $ de l'heure[43].
- 4 mai - François Legault annonce que la réouverture des commerces non essentiels dans la région de Montréal est retardée d'une semaine. Elle se fera le 18 mai[44].
- 7 mai - François Legault reporte au 25 mai la réouverture des commerces et des écoles dans la région de Montréal[45].
- 11 mai - À la suite du désistement d'Alexandre Cusson, Dominique Anglade devient officiellement cheffe du Parti libéral du Québec[46].
- 12 mai - La chanteuse Renée Claude décède de la Covid-19. Elle avait 80 ans[47].
- 14 mai - François Legault annonce que les écoles de la région de Montréal ne rouvriront pas avant septembre. Le Québec a maintenant 3 351 décès, une augmentation de 131 par rapport à la journée précédente. Il y a maintenant plus de 40 000 cas confirmés de gens atteint de la Covid-19 au Québec[48].
- 18 mai - François Legault confirme que les commerces non essentiels de la région de Montréal qui ont une porte sur l'extérieur pourront rouvrir le 25 mai[49].
- 20 mai - La vice-première ministre Geneviève Guilbault annonce que les salons de coiffure, les centres de physiothérapie et les cliniques de dentistes pourront rouvrir le 1er juin sauf dans la région de Montréal[50].
- 22 mai - Québec annonce la réouverture des musées, des bibliothèques et des ciné-parcs sous certaines conditions pour le 29 mai[51].
- 25 mai - François Legault annonce la réouverture des centres commerciaux en dehors de Montréal à partir du 1er juin[52].
- 27 mai - Québec annonce que les campings, les pourvoiries et les marinas pourront rouvrir le 1er juin[53].
- 28 mai
  - La ministre de la Justice, Sonia LeBel, annonce la reprise des activités judiciaires à partir du 1er juin[54].
  - L'ancien chef du Parti québécois, André Boisclair, est accusé d'agression sexuelle armée. Le crime aurait eu lieu en 2014[55].
- 30 mai - Il y a 50 651 cas de Covid-19 au Québec. Le nombre de nouveaux cas est de 419. C'est la première fois depuis le mois de mars que le nombre de nouveaux cas quotidiens est de moins de 500[56].
- 31 mai - À Montréal, une manifestation en l'honneur de George Floyd, un Afro-Américain tué par un policier blanc à Minneapolis le 25 mai, se termine en violences et en pillages et doit être dispersée par les policiers[57].

### Juin
- 4 juin - Québec annonce que les sports d'équipe pourront reprendre à l'extérieur le 8 juin à condition de respecter la distanciation physique[58].
- 8 juin - Québec annonce la réouverture des restaurants hors Montréal le 15 juin[59].
- 10 juin - Le film Antigone reçoit six prix Iris dont celui du meilleur film. Andrée Lachapelle reçoit à titre posthume le prix de la meilleure interprétation féminine pour son rôle dans Il pleuvait des oiseaux. Gilbert Sicotte reçoit le prix de la meilleure interprétation masculine pour son rôle dans le même film[60].
- 15 juin
  - Québec annonce que les rassemblements intérieurs de 50 personnes ou moins seront permis à partir du 22 juin[61].
  - Québec annonce la création d'un groupe d'action sur le racisme coprésidé par les ministres Nadine Girault et Lionel Carmant[62].
- 17 juin - Le déconfinement continue avec la réouverture des plages, des salles de gymnastique et des arénas pour le 22 juin. Les lieux de culte rouvriront également le même jour[63].
- 19 juin - Québec fait une mise à jour économique de la situation. La province est en déficit de 14,9 milliards de dollars. 820 000 emplois ont été perdus depuis mars. Un retour à l'équilibre budgétaire est prévu dans cinq ans. Les dépenses en santé seront de 51,3 milliards de dollars soit 3,5 milliards de plus que prévu. La dette est de 222 milliards[64].
- 22 juin - François Legault procède à un remaniement ministériel: Danielle McCann devient ministre de l'Enseignement supérieur, Christian Dubé ministre de la Santé et des Services sociaux, Sonia LeBel présidente du Conseil du Trésor, Simon Jolin-Barrette ministre de la Justice et Nadine Girault ministre de l'Immigration, de la Francisation et de l'Intégration[65].
- 25 juin - Le directeur de la Santé publique, Horacio Arruda, annonce l'ouverture des bars, des parcs aquatiques et des casinos. Les festivals demeurent cependant interdits[66].
- 30 juin - Québec annonce le port du masque obligatoire dans les transports en commun à partir du 13 juillet[67].

### Juillet
- 6 juillet - Montréal annonce l'obligation de porter le masque dans les lieux publics intérieurs et dans les commerces à partir du 27 juillet dans les limites de la municipalité[68].
- 11 juillet - La plus longue alerte Amber au Québec, qui durait depuis trois jours, est terminée. Les sœurs Norah, 11 ans, et Romy Carpentier, 6 ans, sont retrouvées mortes dans un boisé de Saint-Apollinaire dans la région de Québec. Leur père Martin Carpentier, soupçonné de les avoir enlevées, est toujours recherché[69].
- 13 juillet - François Legault annonce que le port du masque sera obligatoire dans tous les lieux publics fermés à travers le Québec à partir du 18 juillet[70].
- 19 juillet - Le chef du Bloc québécois, Yves-François Blanchet, nie en conférence de presse les allégations d'inconduite sexuelle venues de la part d'une dénonciation anonyme sur Facebook[71].
- 20 juillet - Martin Carpentier, père de Norah et Romy Carpentier et soupçonné de les avoir assassinées, est retrouvé mort dans un boisé de Saint-Apollinaire et ce, quelques heures après leurs funérailles. Il s'est suicidé[72].
- 22 juillet - Le comédien Edgar Fruitier est reconnu coupable d'attentat à la pudeur sur un adolescent. L'incident s'est déroulé dans les années 1970[73].
- 27 juillet - Lors d'une conférence de presse, la vice-première ministre Geneviève Guilbault déplore les débordements observés lors des manifestations anti-masques des 25 et 26 juillet à Montréal et à Québec. Elle souligne aussi que les nouveaux cas de coronavirus touchent maintenant surtout la branche des 15 à 34 ans[74].

### Août
- 3 août - Les salles de spectacle et de cinéma peuvent à partir de ce jour accueillir 250 personnes sous certaines restrictions[75].
- 5 août - À ce jour, le Québec compte 60 000 cas déclarés de Covid-19 depuis le mois de mars. Depuis le début de la pandémie, il y a eu 5 687 décès de la maladie dans la province[76].
- 9 août - Québec annonce son plan de la rentrée scolaire 2020-2021. Les étudiants devront porter le masque dans les endroits communautaires à partir de la cinquième année du primaire mais il ne sera pas obligatoire dans les salles de classe[77].
- 18 août - Québec rend public un plan en 9 points afin de contrer une éventuelle deuxième vague de Covid-19[78].
- 20 août - François Legault procède à un mini-remaniement ministériel. Simon Jolin-Barrette devient responsable de la région de la Montérégie, Benoit Charette de la région de Laval et Caroline Proulx de la région de Lanaudière[79].
- 23 août - Erin O'Toole succède à Andrew Scheer comme chef du Parti conservateur du Canada[80].
- 29 août - À Montréal, des manifestants demandant le définancement de la police s'attaquent au monument de John A. Macdonald. Ils réussissent à la déboulonner et à la décapiter. On reproche à l'ancien Premier ministre du Canada sa politique d'assimilation forcée envers les Amérindiens[81].
- 31 août - Le Tournoi pee-wee de Québec, qui a 62 ans, est annulé pour la première fois de son histoire[82].

### Septembre
- 8 septembre - Le ministre de la Santé, Christian Dubé, divise le Québec en 4 zones d'alerte: verte (vigilance), jaune (préalerte), orange (alerte modérée) et rouge (alerte maximale) selon le nombre de cas de Covid-19 dans chacune des régions. Pour le moment, 4 régions (Capitale-Nationale, Outaouais, Estrie et Laval) sont en zone jaune. Le reste du Québec est en code vert[83].
- 9 septembre - François Legault et le premier ministre de l'Ontario, Doug Ford, se rencontrent à Mississauga. Les deux hommes s'allient pour réclamer des transferts fédéraux. La part du fédéral n'y est que de 21 %[84].
- 15 septembre - La Montérégie, le Bas-Saint-Laurent, Chaudière-Appalaches et la région de Montréal passent au code jaune c'est-à-dire en préalerte. Il y a maintenant 8 régions en code jaune soit 75 % de la population du Québec[85].
- 20 septembre - Les régions de Montréal, Chaudière-Appalaches et une partie de la région de la Capitale-Nationale passent en zone orange (code d'alerte modérée). Au cours de la fin de semaine, plus de 400 cas de Covid-19 par jour ont été enregistrées au Québec[86].
- 21 septembre - Il y a 586 nouveaux cas de Covid-19 au Québec. Selon le directeur de la Santé publique, Horacio Arruda, c'est le début de la deuxième vague[87].
- 22 septembre - Les régions de Laval et de l'Outaouais passent en zone orange. La région du Centre-du-Québec passe du vert au jaune[88].
- 23 septembre - Le gouvernement Legault dépose le projet de loi 66 devant relancer l'économie du Québec. Il devrait permettre de réaliser près de 200 projets d'infrastructure dans la province[89].
- 25 septembre - La Cour supérieure exonère l'ancienne ministre libérale Nathalie Normandeau et ses cinq co-accusés de tout blâme. La durée des procédures de justice était trop longue en vertu de l'arrêt Jordan. Le délai attribuable au ministère de la Justice était de 52 mois alors qu'il doit être en moyenne de 18 mois[90].
- 28 septembre - François Legault annonce que la Communauté métropolitaine de Montréal et les régions de la Capitale-Nationale et de Chaudière-Appalaches passeront en zone rouge à partir du 1er octobre. Les bars, les salles à manger, les salles de spectacle, les cinémas et les lieux de rassemblement resteront fermés pendant 28 jours, le temps que passe la deuxième vague. Les manifestations devront désormais se faire avec des masques[91].

### Octobre
- 4 octobre - À cause du nombre élevé de cas de Covid-19, les municipalités de Carleton, de Maria et de Nouvelle, en Gaspésie, passent en zone rouge (code d'alerte élevée)[92].
- 5 octobre - Le gouvernement annonce des nouvelles mesures de restriction dans les zones rouges. Tous les élèves dans les écoles secondaires devront porter le masque. Les sports pratiqués en groupe sont suspendus. Les centres de conditionnement physique doivent fermer jusqu'à la fin du mois[93].
- 6 octobre - Le nombre de cas de Covid-19 dépasse maintenant les 80 000 personnes au Québec. Au cours de la dernière journée, il y a eu 1 364 nouveaux cas et 15 décès[94].
- 8 octobre - Trois-Rivières, Drummondville et la région de Portneuf passent en zone rouge (alerte maximale)[95].
- 9 octobre - 
  - Paul St-Pierre Plamondon devient le nouveau chef du Parti québécois. Au troisième tour, il obtient 56,06 % des voix contre 43,98 % pour Sylvain Gaudreault[96].
  - Le député de Vachon, Ian Lafrenière, devient ministre responsable des Affaires autochtones[97].
  - L'ancien premier ministre Jean Charest poursuit le gouvernement du Québec pour 1 050 000 $. Il accuse entre autres l'UPAC d'avoir violé sa vie privée dans une enquête sur le Parti libéral du Québec[98].
- 10 octobre - Une partie de la région de l'Outaouais, dont la ville de Gatineau, passe en zone rouge (alerte maximale)[99].
- 13 octobre - Début du procès de Gilbert Rozon, accusé de viol et d'attentat à la pudeur sur une personne âgée maintenant de 60 ans. Les faits auraient eu lieu en 1980[100].
- 19 octobre - La ville d'Asbestos prend le nom de Val-des-Sources[101].
- 25 octobre - Avec 879 nouveaux cas de Covid-19, le Québec recense 100 000 cas de cette maladie depuis le début de la pandémie[102].
- 26 octobre - François Legault annonce que les mesures de restriction contre la Covid-19 sont prolongées jusqu'au 23 novembre. Les restaurants, les bars et les centres de conditionnement physique doivent donc rester fermés en zone rouge[103].
- 30 octobre - Le Saguenay—Lac-Saint-Jean passe en zone rouge (alerte maximale)[104].
- 31 octobre - Carl Girouard, un homme de 24 ans, tue 2 personnes et en blesse 5 autres dans le Vieux-Québec. L'arme utilisée est un sabre japonais et l'homme est vêtu d'un costume médiéval. Les motifs sont inconnus[105].

### Novembre
- 9 novembre - Le Bureau d'audiences publiques sur l'environnement (BAPE) critique le projet de tramway à Québec et ne le recommande pas[106].
- 10 novembre - L'Estrie passe en zone rouge (alerte maximale)[107].
- 12 novembre - L'énoncé économique du ministre des Finances, Eric Girard, prévoit un déficit budgétaire de 15 milliards $. Les revenus seront de 118,7 milliards et les dépenses de 127 milliards. 1,8 milliard servira à relancer l'économie[108].
- 14 novembre - Le Québec fracasse un nouveau record avec 1 448 nouveaux cas de Covid-19. Il y a 25 décès supplémentaires, ce qui porte le nombre total à 6 611[109].
- 16 novembre - Le gouvernement Legault fait connaître son Plan vert. 6,7 milliards de dollars sur 5 ans sont injectées entre autres pour réduire les émissions polluantes. Celles-ci devront diminuer de 37,5 % d'ici 2030. Un effort supplémentaire misera surtout l'électrification des transports[110].
- 26 novembre - 
  - Le Québec fracasse un nouveau record avec 1 464 nouveaux cas de Covid-19 à travers la province[111].
  - La Cour d'appel du Québec énonce que l'article permettant d'additionner les peines de prison de 25 ans est anticonstitutionnel. Alexandre Bissonnette, responsable de l'attentat de la grande mosquée de Québec en 2017, pourra donc demander une libération conditionnelle après 25 ans de détention[112].
- 28 novembre - Un nouveau record de nouveaux cas de Covid-19 est établi avec 1 480[113].

### Décembre
- 2 décembre - Le Québec fracasse un nouveau record avec 1 514 nouveaux cas de Covid-19. Le gouvernement oblige les commerces à limiter le nombre de clients en fonction de leur superficie à l'approche de Noël[114].
- 3 décembre - Québec confirme que les rassemblements de Noël seront annulés dans les zones rouges[115].
- 5 décembre - Le Québec enregistre un nouveau record de Covid-19 avec 2 031 nouveaux cas. Ce sont surtout les grandes villes qui font monter le nombre de cas avec 630 à Montréal et 304 à Québec. Le nombre de cas depuis le mois de mars atteint presque les 150 000[116].
- 9 décembre - Santé Canada approuve le vaccin Pfizer/BioNTech contre la Covid-19. 55 000 doses devraient être distribuées avant la fin de l'année et 1 300 000 doses d'ici le 31 mars au Québec[117].
- 11 décembre - La session est prorogée. Le projet de loi 66 accélérant 181 projets projets d'infrastructure est adopté[118].
- 14 décembre - Gisèle Lévesque, retraitée de Québec de 89 ans, est la première Québécoise à recevoir le vaccin de la Covid-19[119].
- 15 décembre - 
  - Le député péquiste de Rimouski, Harold LeBel, est arrêté et accusé d'agression sexuelle. Il est aussitôt exclu du caucus du Parti québécois[120].
  - Gilbert Rozon est reconnu non coupable de viol et d'attentat à la pudeur[121].
  - François Legault annonce un reconfinement partiel. Les commerces non essentiels (salons de coiffure, centres d'esthétique, boutiques de vêtements, etc.) seront fermés du 25 décembre 2020 au 11 janvier 2021[122] . Les magasins à grande surface (Costco, Walmart) ne devront vendre que l'essentiel tels que des produits alimentaires, hygiéniques, pharmaceutiques, pour les animaux, etc. Le premier ministre affirme que la surveillance sera accrue et que des visites pour vérifier le respect des règles auront lieu. Le télétravail sera obligatoire, tant dans le privé que dans le public, pour les employés qui peuvent accomplir leurs tâches à la maison[123] . Le retour à l'école ne se fera que le 11 janvier 2021. Dès le 17 décembre, certains rassemblements seront permis dans les lieux publics ouverts à condition de respecter le nombre de huit personnes maximum, en plus des règles sanitaires. Afin de minimiser les rassemblements durant la période des fêtes, toutes les villes augmenteront d'un palier: celles en jaune passeront au orange et celles en orange au rouge[124] .
- 17 décembre - Le député caquiste de Rivière-du-Loup—Témiscouata, Denis Tardif, s'exclut du caucus de la CAQ. Il a failli aux mesures sanitaires dans un bar de la région[125].
- 18 décembre - L'ancien animateur Éric Salvail est acquitté des accusations portées contre lui dont celle d'agression sexuelle[126].
- 19 décembre - Le Québec enregistre un nouveau record avec 2 038 nouveaux cas de Covid-19. 7 715 Québécois sont morts du coronavirus depuis le début de la pandémie. Il y a plus de 1 000 hospitalisations. Le délestage a commencé depuis quelque temps dans les hôpitaux[127].
- 20 décembre - Le Québec bat le record de la journée précédente avec 2 146 nouveaux cas de Covid-19. Laval compte 292 cas par 100 000 habitants, Québec 291 et Montréal 288[128].
- 22 décembre - De nouveau, le Québec bat un record avec 2 183 nouveaux cas de Covid-19[129].
- 23 décembre - Le Québec bat un nouveau record avec 2 247 nouveaux cas de Covid-19[130]. De son côté, le Canada autorise la diffusion du vaccin Moderna[131].
- 24 décembre - Nouveau record: le Québec fait état de 2 349 nouveaux cas[132].
- 29 décembre - Le Québec établit un nouveau record avec 2 381 nouveaux cas. Il y a 8 124 décès dus à la Covid-19 depuis le début de la pandémie[133].
- 30 décembre - Le Québec enregistre un nouveau record avec 2 511 nouveaux cas. Il y a 1 211 hospitalisations dont 152 aux soins intensifs. 25 715 personnes ont été vaccinées jusqu'à maintenant[134].
- 31 décembre - Le Québec franchit le cap des 120 000 cas de Covid-19 avec 2 819 nouveaux cas, un record[135].

## Décès
- 17 janvier - Thérèse Dion (mère de Céline Dion) (º 20 mars 1927)
- 18 janvier - Roger Nicolet (ingénieur et homme politique) (º 18 décembre 1931)
- 22 janvier - Fernand Daoust (syndicaliste) (º 26 octobre 1926)
- 23 janvier - Jean-Noel Tremblay (homme politique) (* 7 juin 1926)
- 1er février - Roger D. Landry (homme d'affaires) (* 26 janvier 1934)
- 4 février -  L.Jacques Ménard (homme d'affaires)  (* 29 janvier 1946)
- 11 février  - Louis-Edmond Hamelin (géographe) (* 21 mars 1923)
- 13 février - Ralph Mercier (homme politique) (* 13 février 1937)
- 2 mars - René Coicou (dernier maire de Gagnon) (* 30 mai 1935)
- 4 mars - Serge Deslières (homme politique) (décédé aux États-Unis)  (* 14 avril 1947)
- 6 mars - Henri Richard (joueur de hockey) (* 29 février 1936)
- 10 mars - Eva (chanteuse) (º 27 mai 1940)
- 13 mars - Louise Robic (femme politique) (* 25 janvier 1935)
- 2 avril - Émile Loranger (homme politique) (* 2 août 1946)
- 7 avril - Ghyslain Tremblay (comédien) (º 30 avril 1951)
- 7 avril - Julie Sauvé (entraineure de natation) (º 27 septembre 1952)
- 9 avril - Jean-Pierre St-Louis (directeur de la photographie) (º 31 août 1951)
- 12 avril - Claude Beauchamp (journaliste économique) (* 9 juillet 1939)
- 19 avril - Claude Lafortune (animateur de télévision) (º 5 juillet 1936)
- 30 avril - Sylvie Vincent (anthropologue) (º 27 avril 1941)
- 9 mai - Martin Pelchat (journaliste) (* 1961)
- 11 mai - Jean Nichol (Louis Simoneau) (chanteur) (º 8 décembre 1944)
- 12 mai - Renée Claude (Renée Bélanger) (chanteuse) (º 3 juillet 1939)
- 16 mai - Fernand Turcotte (médecin et professeur émérite) (º 1942)
- 17 mai - Monique Mercure (actrice) (º 14 novembre 1930)
- 18 mai - Michelle Rossignol (actrice) (º 4 février 1940)
- 22 mai - André Cartier (acteur) (º 24 décembre 1945)
- 25 mai - Francis Dufour (homme politique) (º 28 mars 1929)
- 26 mai - Yves Létourneau (acteur et journaliste) (º 27 avril 1926)
- 30 mai - Michel Gauthier (homme politique) (º 18 février 1950)
- 2 juin - Yvon Lamarre (en) (homme politique municipal et éditeur) (º 2 février 1935)
- 6 juin - Andrée Champagne (actrice et femme politique) (º 17 juillet 1939)
- 6 juin - Jean-Marc Chaput (conférencier et auteur) (º 6 novembre 1930)
- 7 juin - Hubert Gagnon (acteur et doubleur) (º 1947)
- 17 juin - Jean Brousseau (acteur) (8 septembre 1929)
- 5 juillet - Aubert Pallascio (acteur) (º 19 août 1937)
- 16 juillet - Marie-Christine Lévesque (auteure) (º 1958)
- 19 juillet - David Cliche (homme politique) (º 10 juillet 1952)
- 21 juillet - Jean Gérin-Lajoie (syndicaliste) (º 16 mars 1928)
- 27 juillet - Bernard Cleary (journaliste et homme politique) (º 8 mai 1937)
- 6 août - Patrice Laplante (mécanicien, commerçant et homme politique) (º 17 février 1929)
- 13 août - Michel Dumont (acteur) (º 29 janvier 1941)
- 14 août - Joe Norton (Grand chef mohawk) (º 29 août 1949)
- 30 août - Jacques Galipeau (comédien) (º 22 septembre 1923)
- 31 août - Marthe Blouin (journaliste) (º 1954)
- 12 septembre - Aline Chrétien (femme de l'ancien premier ministre canadien Jean Chrétien) (º 14 mai 1936)
- 12 septembre - Albert Langlois (joueur professionnel de hockey sur glace) (º 6 novembre 1934)
- 26 septembre - Suzanne Tremblay (professeure et femme politique) (º 24 janvier 1937)
- 4 octobre - Louis Fortier (biologiste et océanographe) (º 25 octobre 1953)
- 19 octobre - Louise Renaud (artiste, signataire du Refus global) (º 3 août 1922)
- 26 octobre - Jacques Godin (acteur) (º 14 septembre 1930)
- 27 octobre - Régis Lévesque (promoteur de boxe) (º 8 juillet 1935)[136]
- 1er novembre - Michel Auger (journaliste) (º 27 juin 1944)
- 11 novembre - Michel Mongeau (animateur et comédien) (º 1946)
- 14 novembre - Max Gros-Louis (chef huron-wendat de Wendake) (º 6 août 1931)
- 16 novembre - François Jean (musicien) (º 30 août 1960)
- 23 novembre - Christian Mistral (écrivain) (º 3 novembre 1964)
- 25 novembre - Marc-André Bédard (homme politique) (º 15 août 1935)
- 1er décembre - France Arbour (comédienne) (º 21 janvier 1937)[137]
- 3 décembre - André Gagnon (musicien) (º 2 août 1936)
- 12 décembre -
  - Claude Castonguay (homme politique) (º 8 mai 1929)
  - Alfonso Gagliano (homme politique) (º 25 janvier 1942)
  - Alpha Boucher (acteur) (º 14 novembre 1943)
- 13 décembre - Pierre Lacroix (agent de joueur et directeur général au hockey sur glace) (º 3 août 1948)
- 16 décembre - Camil Chouinard (conseiller linguistique et journaliste) (º 2 février 1933)[138]
- 18 décembre - Joan Dougherty (femme politique) (º 2 mars 1927)
- 26 décembre - Derek Aucoin (joueur et analyste de baseball) (º 27 mars 1970)